# Calon lân
Calon Lân is een Welse hymne uit de 19e eeuw geschreven door Daniel James op muziek van John Hughes.
De titel betekent 'Zuiver Hart'.

## Tekst en vertaling
| Calon Lân | Calon Lân |
| --- | --- |
| Welsh | Nederlands |
| Nid wy'n gofyn bywyd moethus, Aur y byd na'i berlau mân: Gofyn wyf am galon hapus, Calon onest, calon lân. Calon lân yn llawn daioni, Tecach yw na'r lili dlos: Dim ond calon lân all ganu Canu'r dydd a chanu'r nos. Pe dymunwn olud bydol, Hedyn buan ganddo sydd; Golud calon lân, rinweddol, Yn dwyn bythol elw fydd. (Côr) Hwyr a bore fy nymuniad Gwyd i'r nef ar adain cân Ar i Dduw, er mwyn fy Ngheidwad, Roddi i mi galon lân. (Côr) | Ik vraag geen luxueus leven, het goud van de wereld of haar prachtige parels, Ik vraag een gelukkig hart, een oprecht hart, een puur hart. Een puur hart is vol van goedheid. Het is oprechter dan de mooiste lelie: alleen een puur hart kan zingen, zingen overdag, zingen 's nachts. Als ik de rijkdom van de wereld wenste, zou het snel gaan naar het zaad; de rijkdommen van een deugdzaam, puur hart zullen eeuwige winst dragen. (refrein) Avond en ochtend, mijn wens stijgend naar de hemel op de vleugels van een lied voor God, omwille van mijn Verlosser, Om mij een puur hart te geven. (refrein) |